# Gesellschaft für bedrohte Völker
Die Gesellschaft für bedrohte Völker (GfbV) ist eine international tätige Nichtregierungsorganisation (NRO), die sich für den Schutz von Minderheiten weltweit einsetzt, insbesondere für die Rechte von religiösen, sprachlichen und ethnischen Minderheiten. Der Verein wendet sich gegen jeden Versuch, ein Volk, eine ethnische oder religiöse Gemeinschaft oder Minderheit, ihre Sicherheit, ihr Leben, ihr Recht auf Eigentum und Entwicklung, Religion sowie ihre sprachliche und kulturelle Identität zu zerstören. Die GfbV tritt für die Menschenrechte ein, indem sie Völkern, ethnischen und religiösen Gemeinschaften und Minderheiten hilft, die in dieser Art, insbesondere von Genozid, Ethnozid und Vertreibung, bedroht sind. Sie beschafft und verbreitet zu diesem Zweck zuverlässige Informationen, leistet Lobbyarbeit, organisiert politische Kampagnen, ergreift konfliktpräventive Initiativen und setzt sich für Flüchtlinge bedrohter Völker ein.
Die ursprünglich rein bundesdeutsche Organisation ist heute mit unabhängigen Sektionen in Österreich, der Schweiz, Südtirol/Italien, Bosnien-Herzegowina sowie im Irak vertreten und hat jeweils einen Repräsentanten in London und in Luxemburg. Alle Sektionen und Vertretungen sind in der GfbV International mit Sitz in Berlin zusammengeschlossen.

## Geschichte

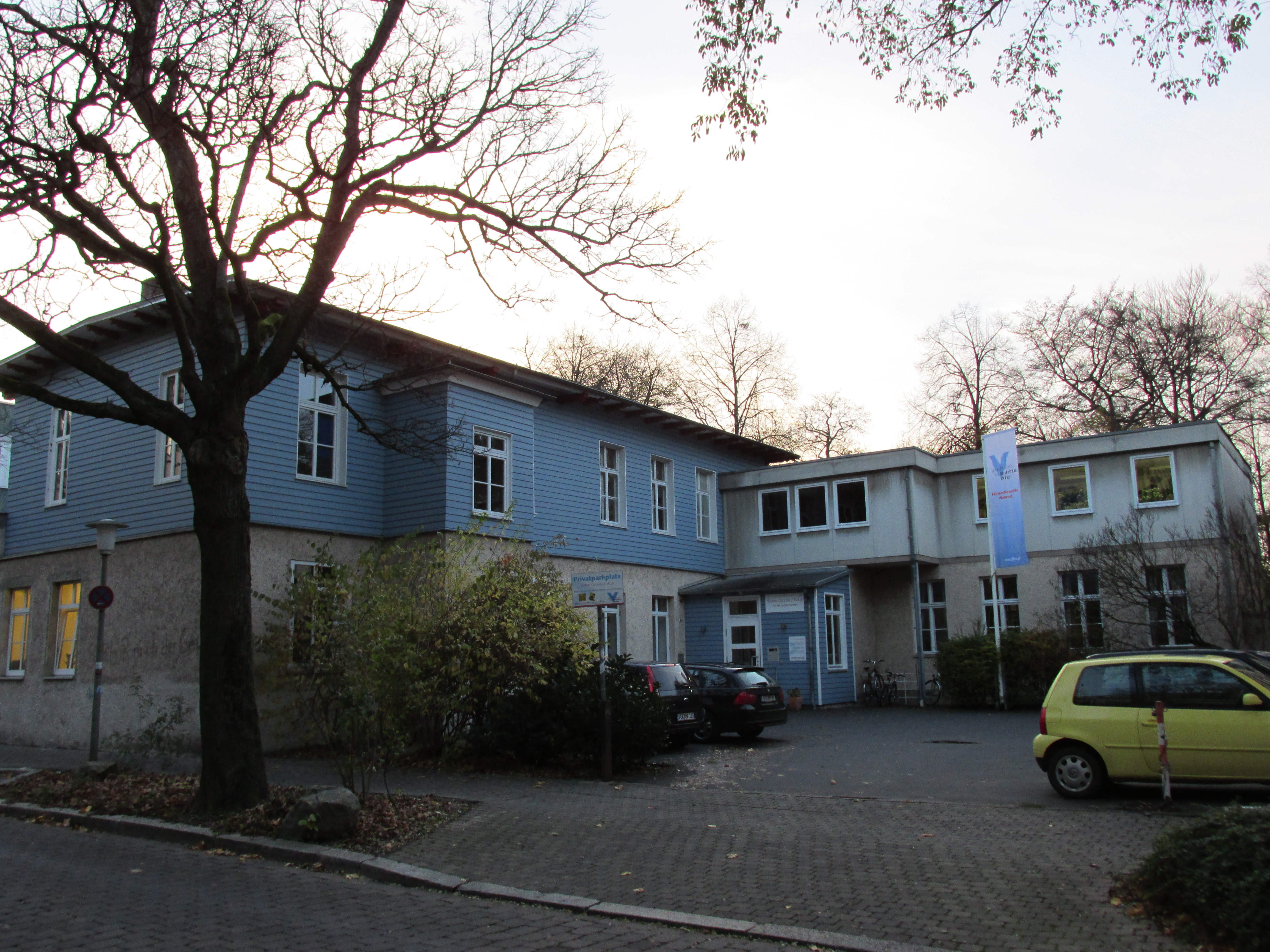
„Bundesbüro“ der GfbV Deutschland in Göttingen

Die GfbV ging 1970 aus der Hamburger „Aktion Biafra-Hilfe“ hervor, die im Juni 1968 während des Biafra-Krieges von Tilman Zülch und Klaus Guercke gegründet wurde, um die Weltöffentlichkeit auf die Geschehnisse in Biafra aufmerksam zu machen und dem dortigen Völkermord Einhalt zu gebieten. In dieser Initiative wirkten unter anderem der spätere französische Außenminister Bernard Kouchner und der spätere Menschenrechtsbeauftragte des Europarates Thomas Hammarberg mit. 1978 wurde die Zentrale von Hamburg nach Göttingen verlegt. Bis März 2017 war Tilman Zülch Generalsekretär der GfbV; danach leitete bis in das Jahr 2021 der langjährige Afrika- und Asienexperte Ulrich Delius die politische Arbeit der GfbV.
Seit 1993 hat die GfbV Beraterstatus beim Wirtschafts- und Sozialrat der Vereinten Nationen. Die GfbV ist gleichzeitig Mitgliedsorganisation des Komitees für eine demokratische UNO. Seit Januar 2005 hat sie mitwirkenden Status beim Europarat.
Zu den prominenten Unterstützern, die teilweise auch ihrem Beirat angehörten, zählten der Philosoph Ernst Bloch, der Zukunftsforscher Robert Jungk, der Theologe Helmut Gollwitzer, der Schriftsteller Günter Grass, die Schriftstellerin Luise Rinser, der Schriftsteller Carl Amery sowie der Menschenrechtler Rupert Neudeck, der Philosoph Ernst Tugendhat und der Politiker Freimut Duve.
Auch der Jurist und Journalist Claus Peter Volkmann alias Peter Grubbe gehörte dem Beirat an, bis seine NS-Vergangenheit 1995 publik wurde.
Die GfbV Deutschland nutzt seit 2007 das vom Deutschen Zentralinstitut für soziale Fragen erteilte Spendensiegel.

## Organisation und Arbeitsgebiete

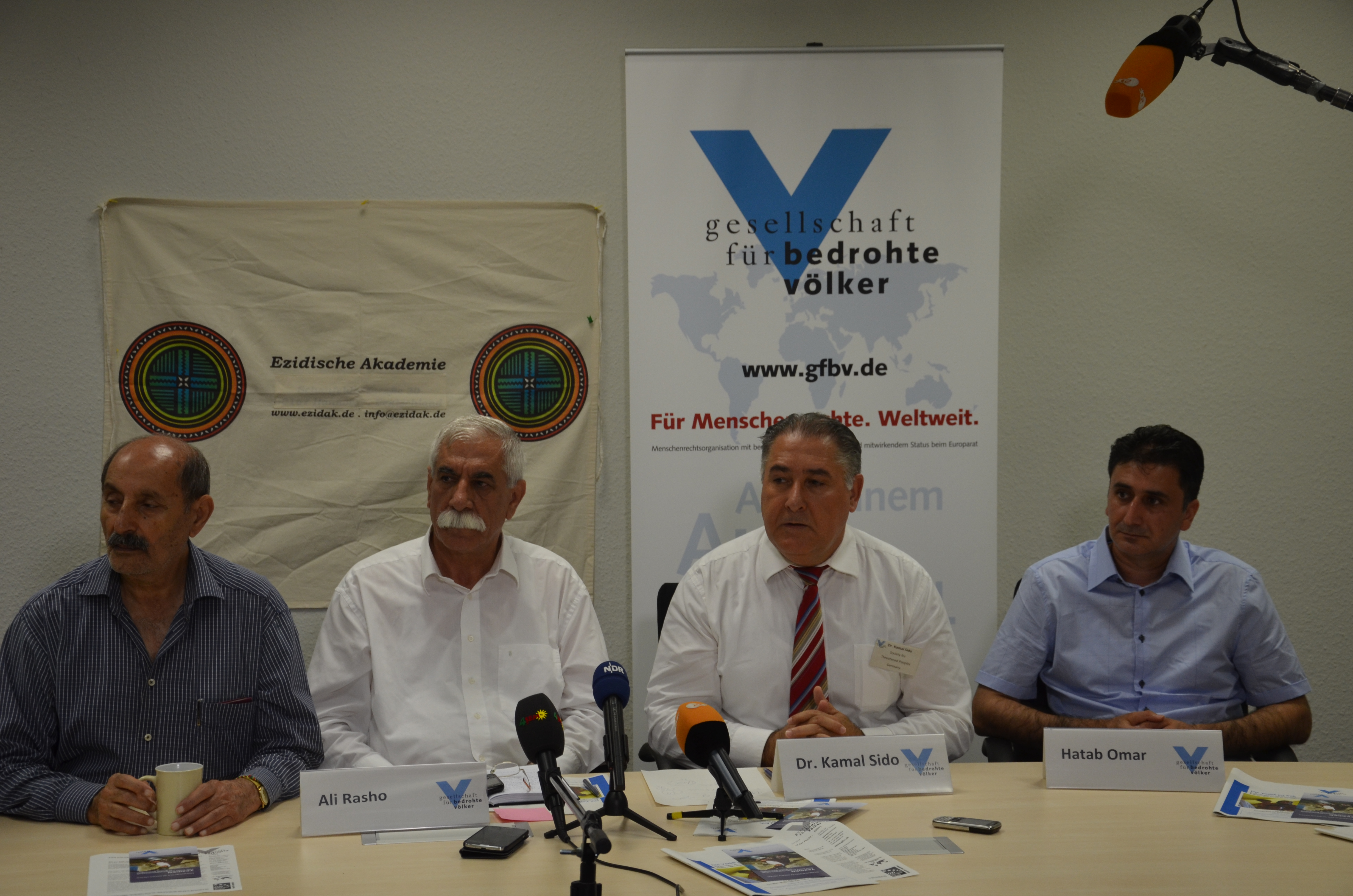
Pressekonferenz mit der Ezidischen Akademie im August 2014 aufgrund der durch die von der ISIS bedrohten Minderheiten rund um die Nord-irakische Stadt Sindschar

Die GfbV ist eine Minderheitenrechtsorganisation. Die Gesellschaft hatte laut dem Deutschen Zentralinstitut für soziale Fragen im Jahr 2019 knapp 4700 Mitglieder. Nach eigenen Angaben hatte die GfbV im Januar 2023 rund 4500 Mitglieder, 44 Ehrenmitglieder und 650 Förderer und rund 20 Angestellte in ihren Büros in Göttingen und Berlin. Die Aktivitäten der deutschen Organisation werden im Wesentlichen vom Bundesbüro in Göttingen aus koordiniert. Regionalgruppen in den deutschen Städten Berlin, Hamburg, München, Münster und Nürnberg unterstützen die Arbeit. Die GfbV veröffentlicht Presseerklärungen, organisiert Demonstrationen und Kundgebungen und führt u. a. Spendenaufrufe durch Postkarten-Kampagnen durch.
Ein Schwerpunkt der Menschenrechtsarbeit liegt seit der Gründung der Menschenrechtsorganisation auf dem afrikanischen Kontinent, wo diese jedoch nicht mit einer Sektion vertreten ist. Seit den Jugoslawien-Kriegen ist die GfbV in Bosnien-Herzegowina sowie im Kosovo überproportional aktiv. Im Kosovo bezahlt sie ein Team, das sich dort unter der Leitung des Menschenrechtlers Paul Polansky für die Belange der Minderheit der Roma einsetzt. In Bosnien und Herzegowina werden insbesondere die Überlebenden des Massakers von Srebrenica unterstützt. Einen weiteren Schwerpunkt bilden indigene Völker. So organisierte die ehrenamtliche GfbV-Menschenrechtlerin Renate Domnick 1977/78 die erste große Europarundreise indigener Delegierter aus 16 amerikanischen Staaten. Im Nahen Osten spielen für die GfbV insbesondere die Kurden eine wichtige Rolle; dies drückt sich in der 2010 gegründeten GfbV-Sektion im kurdischen nördlichen Teil des Irak aus.
Die seit 1970 zweimonatlich erscheinende Zeitschrift der GfbV Pogrom wurde im Sommer 2020 umbenannt in Für Vielfalt. Sitz der Redaktion ist Göttingen.
Im Jahr 2008 hielt sich die Präsidentin des Nationalen Widerstandsrats des Iran, der als politischer Arm der iranischen Volksmudschahedin gilt, Maryam Radjavi, auf Einladung eines deutschen Solidaritätskomitees sowie der GfbV in Berlin auf und kam mit Mitgliedern des Deutschen Bundestages sowie des Berliner Abgeordnetenhauses zusammen. Die GfbV distanzierte sich aber sofort nach dem Bekanntwerden von dieser Einladung und wies darauf hin, dass ihr für die Einladung verantwortliches Berliner Büro über Ideologie, Methoden und Struktur der iranischen Volksmudschahedin, die sich hinter diesem Rat verbergen, nicht informiert war.

## Politische Ziele und Strategien
Im Mittelpunkt stehen die Themen Völkermord, Vertreibung, Rassismus und alle Arten der Unterdrückung von Minderheiten wie auch die Abschiebung von Flüchtlingen in ihre Herkunftsländer. Neben kulturellen und religiösen Gruppierungen wie Falun Gong in China oder christliche Minoritäten im Iran setzt sich die GfbV im engeren Sinne für Ethnien wie Roma oder Tschetschenen ein.
Die Organisation verurteilt die Vertreibung von Menschen auch dann als Unrecht, wenn die Opfer dem Volk angehören, von dem ein Krieg oder ein anderer schwerer Verstoß gegen das Völkerrecht ausgegangen ist. In diesem Zusammenhang propagiert der Verein ein „Recht auf Heimat“ und forderte im Jahre 2000 dessen Aufnahme in die Charta der Grundrechte der Europäischen Union. Ebenso trat die GfbV für ein Zentrum gegen Vertreibungen ein. Dafür wurde sie 2005 von Teilen der politischen Linken scharf kritisiert.

## Gegenpositionen
Der GfbV wurde von Mira Beham/Martin Löffelholz 1996 vorgeworfen, während des Bosnienkrieges ähnlich wie die amerikanische PR-Firma Ruder-Finn eine antiserbische Perspektive vertreten und „die politischen und militärischen Propagandaziele der Regierung in Sarajewo unterstützt“ zu haben. Beham wurden in ihrem Buch aber zahlreiche Fälschungen und Erfindungen von Quellen, die Verdrehung von Sachverhalten ins Gegenteil und einseitige Zitierungen nachgewiesen.